# Klaus Richtzenhain
Klaus Richtzenhain, född 1 november 1934 i Berlin, död i slutet av februari 2025 i Erfurt, Thüringen, var en tysk friidrottare inom löpning som tävlade för Östtyskland under sin aktiva karriär.
Richtzenhain blev olympisk silvermedaljör på 1 500 meter vid sommarspelen 1956 i Melbourne.